# Люк Кейдж (1-й сезон)
Первый сезон американского телевизионного веб-сериала «Люк Кейдж», который основан на одноимённом персонаже Marvel Comics, рассказывает о бывшем заключённом со сверхчеловеческой силой и непробиваемой кожей, который борется с преступностью в Гарлеме, Нью-Йорк. Сериал входит в Кинематографическую вселенную Marvel (КВМ), и он напрямую связан с фильмами и другими телесериалами франшизы. Производством сезона занималось Marvel Television совместно с ABC Studios, шоураннером сезона выступил Чео Ходари Кокер.
Майк Колтер исполняет роль Кейджа, вернувшись к своей роли из «Джессика Джонс». Также главные роли исполняют Махершала Али, Симон Миссик, Тео Росси, Эрик Ларей Харви, Розарио Доусон и Элфри Вудард. Разработка «Люка Кейджа» началась в конце 2013 года, и в декабре 2014 года роль персонажа получил Колтер, чтобы он появился в «Джессике Джонс» и исполнил главную роль в «Люке Кейдже». Производство проходило в Нью-Йорке с сентябре 2015 года по март 2016 года. В этом сезоне рассматриваются расовые и политические вопросы, а также стремились воспроизвести атмосферу и культуру Гарлема. Кокер особенно уделил внимание использованию музыки: Эдриан Янг и Али Шахид Мухаммад сочинили музыку в стиле «хип-хопа 90-х годов»; различные исполнители выступали на протяжении всего сезона в вымышленном клубе «Гарлемский рай»; и каждый эпизод назван в честь какой-либо песни дуэта «Gang Starr». Визуальные эффекты, в том числе для изображения способностей Кейджа, были предоставлены студией FuseFX.
Премьера первых двух эпизодов сезона состоялась в Гарлеме 28 сентября 2016 года, а полный сезон из 13 серий вышел на Netflix 30 сентября и, по оценкам, получил высокую аудиторию зрителей (считалось, что он стал четвёртым самым просматриваемым сезоном на Netflix в течение 30 дней после его выхода) и признание критиков, особенно первые семь эпизодов. Критики высоко оценили выступления Али и Вудард, а также музыку и общий стиль. Его темп и некоторые моменты в сценарии были расценены как некоторые из недостатков сезона. Подход сериала к расовым проблемам обсуждался многими комментаторами. Сезон получил несколько наград, в том числе прайм-таймовую премию «Эмми». 3 декабря 2016 года сериал «Люк Кейдж» был продлён на второй сезон.

## Эпизоды
| № общий | № в сезоне | Название                                                   | Режиссёр           | Автор сценария                       | Дата премьеры    |
| --- | ---------- | ---------------------------------------------------------- | ------------------ | ------------------------------------ | ---------------- |
| 1 | 1          | «Момент истины» «Moment of Truth»                          | Пол Макгиган       | Чео Ходаки Кокер                     | 30 сентября 2016 |
| Люк Кейдж, бывший заключённый со сверхчеловеческой силой и непробиваемой кожей, работает уборщиком в парикмахерской бывшего гангстера Генри «Папы» Хантера и посудомойщиком в ночном клубе криминального авторитета Корнелла «Щитомордника» Стоукса «Гарлемский рай». Кейдж проводит одну ночь в качестве бармена у Стоукса, заменяя Данте, который заявляет, что заболел. Данте на самом деле нападает на сделку с оружием между людьми Стоукса и главарём банды Доминго Колоном вместе со своими друзьями Шамиком и Вильфредо «Чико» Диасом. Данте впадает в панику и его убивает Шамик, который сбегает вместе с Чико и деньгами. Детективы полиции Нью-Йорка Мисти Найт и Рафаэль Скарф проводят расследование и конфискуют оружие «Hammer Industries», которое продавал Стоукс. С помощью «Шейдса» Альвареса, который работает на поставщика Стоукса, Гремучника, Стоукс выслеживает и убивает Шамика и забирает свою долю денег. Люди Стоукса также поддерживают его двоюродную сестру Мэрайю Диллард, члена городского совета, и требуют от домовладельцев Кейджа пожертвований на её дело. Кейдж отбивается от них, но отказывается от платы за свои действия. Рафаэл Садик исполняет свои песни «Good Man» и «Angel» в «Гарлемском раю». Кокер выбрал последнюю, когда она «просто зацепила», и Садик дописал её специально для сериала. d-Nice также появляется в роли постоянного диджея в «Гарлемском раю».           |            |                                                            |                    |                                      |                  |
| 2 | 2          | «Законы улиц» «Code of the Streets»                        | Пол Макгиган       | Чео Ходаки Кокер                     | 30 сентября 2016 |
| Папа просит Кейджа найти Чико, так как Кейдж в долгу перед Папой за то, что тот держал в секрете его преступное прошлое и его сверхспособности. Папа хочет, чтобы Чико привели в парикмахерскую, которая считается «Швейцарией» Гарлема. Находясь вне дома, Кейдж видит, как Щитомордник доставляет деньги Шамика в мемориальный комплекс Криспуса Аттокса, принадлежащий Диллард; Диллард использовала пожертвования своей предвыборной кампании для реконструкции «Гарлемского рая» для Щитомордника, и он расплачивается с ней деньгами от сделки с оружием. Кейдж находит Чико и убеждает его спрятаться в парикмахерской. Найт и Скарф посещают парикмахерскую в поисках Чико, но Папа держит его местонахождение в секрете и вместо этого посылает Кейджа предложить сделку Щитоморднику. Гангстер соглашается из-за того, что вырос на улице с отцом Чико и Папой, но Тёрк Барретт сообщает о местонахождении Чико его правой руке, Тоуну. Тоун стреляет в парикмахерскую, ранив Чико и убив Папу. Позже Щитомордник сбрасывает Тоуна насмерть с крыши ночного клуба и оплакивает Папу. Диллард отдаёт оставшиеся деньги Криспус Аттокс. Фэйт Эванс исполняет песню «Mesmerized» в «Гарлемском раю». |            |                                                            |                    |                                      |                  |
| 3 | 3          | «Кто возьмёт груз на себя?» «Who's Gonna Take the Weight?» | Гильермо Наварро   | Мэтт Оуэнс                           | 30 сентября 2016 |
| Стоукс предлагает оплатить похороны Папы и, объяснив, что он не знал, что собирается делать Тоун, говорит Кейджу оставить это дело. Кейдж узнаёт от постоянного клиента, Бобби Фиша, что парикмахерской грозит закрытие из-за неоплаченных счетов, и решает взять деньги Стоукса, чтобы покрыть долг и вновь открыть лавку. Он навещает Чико в больнице и узнаёт, что Стоукс планирует перевести все свои деньги в Криспус Аттокс во время кризиса. Кейдж начинает нацеливаться на бизнес Стоукса, подставляя Колона. В ответ Стоукс переводит все свои деньги в Криспус Аттокс, и Кейдж нападает на комплекс, пока Диллард отсутствует, убирая её охрану и крадя небольшую часть денег, чтобы отдать Фишу. Вскоре прибывают Найт и Скарф, чтобы конфисковать остальные деньги. Чико подходит к Скарфу, предлагая дать показания против Стоукса и раскрывая, что именно Кейдж напал на комплекс. Скарф, который на самом деле находится в кармане у Стоукса, убивает Чико и рассказывает Стоуксу о Кейдже. Стоукс идёт в ресторан, где живёт Кейдж, и выпускает ракету по зданию. Чарльз Брэдли поёт песню «Ain't It a Sin». |            |                                                            |                    |                                      |                  |
| 4 | 4          | «Шаг на арену» «Step in the Arena»                         | Винченцо Натали    | Чарльз Мюррей                        | 30 сентября 2016 |
| Среди обломков разрушенного ресторана Кейдж вспоминает своё прошлое в качестве полицейского Карла Лукаса, обвинённого в преступлении и заключённого в тюрьму Сигейт, которой управляет тюремный надзиратель Альберт Ракхэм. Он подружился с сокамерником Реджи; испытывает влечение к психологу Риве Коннорс; Ракхэм вынуждает его участвовать в незаконных боях на ринге; и он пересекается с Шейдсом, который тогда тоже был заключённым. Лукас и Коннорс планируют разоблачить деятельность Ракхэма, но он узнаёт об этом (после того, как замучил Реджи до смерти) и жестоко избивает Лукаса. Коннорс просит доктора Ноа Бёрстина, учёного, проводящего незаконные эксперименты над заключёнными в обмен на смягчение приговоров, попытаться спасти Лукаса с помощью процедуры, которая вызывает быстрое заживление. Ракхэм саботирует эксперимент, и в результате несчастного случая Лукас обретает свои способности. Он сбегает и встречается с Коннорс, начиная с ней новую жизнь под именем «Люк Кейдж». В настоящем Кейдж вытаскивает себя и свою домовладелицу из-под обломков и раскрывает свои способности и имя средствам массовой информации. |            |                                                            |                    |                                      |                  |
| 5 | 5          | «Просто получить репутацию» «Just to Get a Rep»            | Марк Джобст        | Джейсон Хорвич                       | 30 сентября 2016 |
| Клэр Темпл приезжает в Гарлем навестить свою мать, Соледад Темпл, которой она рассказывает о прошлом опыте оказания медицинской помощи людям со сверхспособностями, включая Кейджа. Стоукс начинает вымогать у жителей Гарлема деньги, чтобы покрыть свои долги, обвиняя при этом Кейджа, пытаясь настроить жителей района против него. Кейдж даёт отпор, помогая защитить граждан и вернуть их собственность. Кейдж противостоит Стоуксу, требуя, чтобы он прекратил это, и Шейдс узнаёт в нём Карла Лукаса. Шейдс показывает Стоуксу новый тип оружия, пулю Иуды, изготовленную из инопланетного металла и основанную на прототипе, украденном у «Hammer Industries», которая может убить Кейджа. Поскольку Стоукс не может себе её позволить, Гремучник использует её, чтобы убить самого Кейджа в обмен на контроль над Гарлемом. Вместо этого Стоукс решает украсть оружие из провалившейся сделки с Колоном и продать его, чтобы получить деньги на покупку пуль Иуды. Скарф забирает оружие из полицейских улик, но не передаёт его Стоуксу. К тому времени капитан полиции Нью-Йорка Бетти Одри сообщает Найт, что Скарф находится под следствием. Джиденна исполняет свой сингл «Long Live the Chief» на саундчеке в «Гарлемском раю», ещё до выхода своего одноимённого дебютного альбома. |            |                                                            |                    |                                      |                  |
| 6 | 6          | «Сосункам нужны телохранители» «Suckas Need Bodyguards»    | Сэм Миллер         | Нэйтан Луи Джексон                   | 30 сентября 2016 |
| Скарф пытается шантажировать Стоукса, но получает от него смертельное ранение и вынужден бежать в парикмахерскую Папы. Кейдж и Фиш завтракают в ресторане Соледад, обсуждая будущее парикмахерской, где Клэр встречается с Кейджем. Пара обсуждает его способности по дороге в парикмахерскую, где они находят Скарфа. Клэр лечит его раны. Найт работает в паре с лейтенантом Пересом, который также находится в кармане у Стоукса и которому приказано убить Скарфа. Найт догадывается об этом и обманом заставляет Переса признаться в случившемся, прежде чем арестовать его. Кейдж забирает компрометирующую бухгалтерскую книгу из квартиры Скарфа, но Найт видит его, и он, Клэр и Скарф пускаются в бега. Они направляются на 1 Police Plaza, чтобы передать Скарфа и улики, когда они попадают в засаду наёмников, работающих на Стоукса. Кейдж отбивается от них, но Скарф умирает от полученных ран. Стоукс арестован на основании показаний Скарфа, причём Диллард проинформирована об этом репортёром, который только что раскрыл её возможную причастность к преступной деятельности Стоукса во время прямой телевизионной трансляции. |            |                                                            |                    |                                      |                  |
| 7 | 7          | «Манифест» «Manifest»                                      | Энди Годдард       | Акела Купер                          | 30 сентября 2016 |
| Бухгалтерская книга Скарфа признана недопустимой к суду, а Стоукс оправдан. Он угрожает раскрыть настоящую личность Кейджа и отправить его обратно в тюрьму, и Кейдж решает покинуть Гарлем. Клэр убеждает его остаться и сражаться. Стоукс вспоминает о том, как рос вместе с Диллард и их бабушкой, мафиози Мамой Мейбл. Музыкальные таланты Стоукса поощрял его дядя Пит, которого Стоукс был вынужден убить по указу Мейбл, которая узнала, что Пит заключал сделки на стороне с её соперниками и приставал к Диллард. Одри уходит в отставку из-за коррупции в её участке, и её заменяют инспектором Присциллой Ридли. Поговорив с Ридли, Найт начинает сомневаться в Кейдже, когда тот возвращает украденное оружие (после того, как забрал его у Колона). Диллард вынуждена уйти из совета, что приводит к ссоре со Стоуксом, в ходе которой он намекает, что ей нравилось подвергаться насилию со стороны Пита. Диллард убивает Стоукса, а Шейдс помогает ей подставить Кейджа как убийцу. Кейдж рассказывает Клэр о своём прошлом, как раз в тот момент, когда Гремучник, который знает его как «Карла», стреляет в него пулей Иуды. d-Nice вновь появляется в роли постоянного диджея в «Гарлемском раю». |            |                                                            |                    |                                      |                  |
| 8 | 8          | «Взрывая место» «Blowin' Up the Spot»                      | Магнус Мартенс     | Аида Машака Кроул                    | 30 сентября 2016 |
| Клэр сажает Кейджа в машину скорой помощи, но по дороге в больницу на них нападает Гремучник. Они находят убежище в женской клинике, где Клэр осматривает Кейджа и понимает, что они не могут извлечь из него осколки пули Иуды из-за его непроницаемой кожи. Кэндис, официантка в клубе Стоукса, рассказывает полиции, что именно Кейдж убил Стоукса, что вызывает у Найт подозрения в сторону Диллард. Найт звонит Кейджу и сообщает ему об обвинении, в то время как другой офицер триангулирует его местоположение. Она прибывает в клинику, пытаясь арестовать его, но на них снова нападает Гремучник. Кейдж узнаёт в нём своего друга детства Уиллиса Страйкера, который теперь обвиняет Кейджа в том, что он оставил его «гнить», прежде чем сбежать. Диллард тайно платит Кэндис за то, чтобы она давала показания против Кейджа. Находясь под стражей, Клэр настаивает на том, что Кейдж невиновен, что приводит Найт в ярость до такой степени, что она жестоко нападает на Клэр. Ридли вмешивается и освобождает Клэр. Страйкер сталкивается с Кейджем в переулке, раскрывая, что они братья, и стреляет в Кейджа ещё одной пулей Иуды. |            |                                                            |                    |                                      |                  |
| 9 | 9          | «DWYCK» «DWYCK»                                            | Том Шенклэнд       | Кристиан Тейлор                      | 30 сентября 2016 |
| Ридли забирает значок Найт и разрешает ей вернуться к исполнению обязанностей только после сеанса с психологом. Найт признаёт, что она борется со своей бесконтрольностью. Раненый и хромой Кейдж идёт по преимущественно белому району и сталкивается с полицейскими. Когда они узнают его, он защищается и убегает, а запись с видеорегистратора, на которой он использует свои способности против одного из офицеров, просачивается в Интернет. Диллард организует встречу с другими местными криминальными авторитетами, надеясь продать криминальные ресурсы Стоукса и узаконить имя своей семьи. Их прерывает Страйкер, который убивает всех боссов, кроме Диллард и Колона. В попытке спастись Диллард показывает Страйкеру запись с видеорегистратора и убеждает его продать пули Иуды полиции, чтобы они могли защищаться от Кейджа. Клэр убеждает Кейджа обратиться за помощью к Бёрстину, и они находят доктора, живущего в подполье. Он помещает Кейджа в кислоту, которая должна смягчить его кожу и позволить им удалить осколки, но боль от процедуры приводит к остановке сердца Кейджа. The Delfonics исполняют песню «Stop and Look (And You Have Found Love)» в эпизоде. |            |                                                            |                    |                                      |                  |
| 10 | 10         | «Взять его лично» «Take It Personal»                       | Стивен Сёрджик     | Джейсон Хорвич                       | 30 сентября 2016 |
| Клэр и Бёрстину удаётся оживить Кейджа и вынуть шрапнель. Они с Клэр просматривают досье на него и узнают, что Коннорс знала о боях Ракхэма и оценивала Кейджа с намерением подвергнуть его процедуре Бёрстина в качестве подопытного. Кейдж угрожает Бёрстину никогда не пробовать повторить несчастный случай и забирает все данные с собой. У Бёрстина втайне остаётся копия этих файлов. Клэр и Кейдж едут в его дом в Саванну, Джорджия, где его воспоминания об отце подтверждают, что Страйкер говорит правду. Страйкер тем временем убивает полицейского и подставляет Кейджа. Разгневанные другие полицейские становятся более агрессивными в поисках Кейджа, причём один из них избивает мальчика-подростка. Диллард проводит митинг в поддержку мальчика, где она обвиняет Кейджа в его поведении и призывает вооружить полицию против него. Её политический соперник Деймон Бун говорит ей, что он знает правду. Кейдж и Клэр прибывают в «Гарлемский рай» одновременно с Найт, которая пытается арестовать Страйкера. Он стреляет в Найт, и их окружают наёмники. |            |                                                            |                    |                                      |                  |
| 11 | 11         | «Теперь ты мой» «Now You're Mine»                          | Джордж Тиллман-мл. | Кристиан Тейлор                      | 30 сентября 2016 |
| Кейдж убегает на кухню вместе с Найт, в то время как Страйкер берёт в заложники Клэр, Кэндис и остальных гражданских лиц. Полиция окружает клуб, к ней присоединяется окружной прокурор Блейк Тауэр. Кейдж и Найт сбегают в подвал, используя потайной ход на кухне, как раз перед тем, как туда врываются люди Страйкера. Он рассказывает ей всё, что скрывал от неё. Клэр перевязывает рану Кэндис, и последняя раскрывает правду о том, что Диллард заплатила ей и рассказала о потайном входе. Клэр сбегает и присоединяется к Кейджу и Найт, ухаживая за раной последней. Страйкер, говоря о том, что он отвергнутый незаконнорожденный сын проповедника, угрожает убить заложников, если Кейдж не встретится с ним. Альварес находит потайной вход и противостоит Найт и Клэр, которым удаётся одолеть его. Страйкер убивает Буна и использует Кэндис в качестве прикрытия, чтобы сбежать, когда прибывает Кейдж и освобождает других заложников. Команда спецназа врывается внутрь и заставляет Кейджа сдаться, используя пули Иуды, которые предоставила Диллард. Кейдж, Альварес и наёмники взяты под стражу. |            |                                                            |                    |                                      |                  |
| 12 | 12         | «Монолог хаоса» «Soliloquy of Chaos»                       | Фил Абрахам        | Акела Купер и Чарльз Мюррей          | 30 сентября 2016 |
| Кейдж сбегает из-под стражи полиции, в то время как Найт работает над тем, чтобы найти Страйкера и очистить имя Люка. Страйкер освобождает Альвареса под залог, затем приказывает Зипу и его головорезам убить его, но Альварес одерживает верх и убивает их. Находясь в бегах, Кейдж, пока он ищет Страйкера, продолжает делать всё, что в его силах, чтобы помочь жителям Гарлема, и общественность снова начинает поддерживать его, хотя полиция по-прежнему полна решимости его поймать. Кэндис встречает Найт и говорит, что даст показания против Диллард, если Найт защитит её. Найт отвозит её к Соледад. Альварес подходит к Диллард и предлагает им привлечь Кейджа на свою сторону, предоставив ему доказательства, необходимые для того, чтобы очистить свое имя, а затем использовать его, чтобы победить Страйкера (в надежде, что они убьют друг друга). Кейдж находит Барретта, который выдает местонахождение Страйкера, но Кейдж отправляется туда и находит тела Колона и его людей. Когда стороны сходятся в парикмахерской Папы для переговоров, Страйкер появляется в силовом костюме, который позволяет ему сравняться с Кейджем в силе и неуязвимости. Кейдж поручает Найт отправиться за Диллард и Альваресом, пока он сражается со Страйкером. Method Man появляется в качестве гостя в эпизоде, исполняя оригинальную рэп-песню «Bulletproof Love» после того, как Кейдж спас его во время ограбления. |            |                                                            |                    |                                      |                  |
| 13 | 13         | «Ты знаешь мой стиль» «You Know My Steez»                  | Кларк Джонсон      | Аида Машака Кроул и Чео Ходаки Кокер | 30 сентября 2016 |
| Во флэшбэках Страйкер помогает Лукасу стать боксёром, что в конечном итоге приводит к победе последнего в важном поединке. В настоящем Кейдж и Страйкер продолжают свою борьбу внутри парикмахерской и за её пределами. В суматохе Найт роняет свой телефон, а Диллард теряет файлы, доказывающие невиновность Кейджа. Кейдж пытается вразумить Страйкера, но в конце концов вырубает его, когда система питания костюма выходит из строя. Диллард арестована после того, как публично раскрыла Кейджа как Лукаса. Альварес использует телефон Найт, чтобы выманить Кэндис из укрытия, и убивает её, без чьих показаний Диллард выходит на свободу. Ридли обвиняет Найт в том, что она держала Кэндис в уединённом месте, а не под защитой. Федеральные маршалы арестовывают Кейджа за его побег из Сигейта. Клэр целует его перед уходом и обещает позвонить хорошему адвокату, которого она знает. Фиш находит в парикмахерской файлы, которые могут очистить имя Кейджа. Диллард вновь открывает «Гарлемский рай», и Альварес стал её правой рукой, а Найт наблюдает за ними. Клэр подумывает о том, чтобы взять уроки самообороны. Бёрстин навещает госпитализированного Страйкера. Sharon Jones & the Dap-Kings исполняют «100 Days, 100 Nights», заглавный трек их «попытки прорыва», когда Диллард вновь открывает «Гарлемский рай».                                                                                       |            |                                                            |                    |                                      |                  |

1. ↑  Каждый эпизод назван в честь какой-либо песни дуэта «Gang Starr», выбранной только на основе её названия, поэтому события каждого эпизода не обязательно отражают текст соответствующей песни.[2][3]

## В ролях
| - Майк Колтер — Люк Кейдж - Махершала Али — Корнелл «Щитомордник» Стоукс - Симон Миссик — Мисти Найт - Тео Росси — Эрнан «Шейдс» Альварес - Эрик Ларей Харви — Уиллис Страйкер / Гремучник - Розарио Доусон — Клэр Темпл - Элфри Вудард — Мэрайя Диллард | - Фрэнк Уэйли — Рафаэль Скарф - Рон Сефас Джонс — Бобби Фиш - Джейкоб Варгас — Доминго Колон - Дариус Калеб — Лонни Уилсон - Джейд Ву — Конни Лин - Дебора Айоринде — Кэндис Миллер - Джастин Суэйн — Марк Бэйли - Джейден Кейн — Зип - Шон Рингголд — Шугар - Дон-Лиэн Гарднер — Меган Макларен - Джеремайя Ричард Крафт — Д. В. Гриффит - Майкл Кострофф — Ноа Бёрстин - Тихуана Рикс — Темби Уоллес - Джон Кларенс Стюарт — Алекс Уэсли - Карен Питтман — Присцилла Ридли | - Париса Фитц-Хенли — Рива Коннорс - Роб Морган — Тёрк Барретт - Рэйчел Тейлор — голос Триш Уокер - Дэнни Джонсон — Бенджамин Донован - Стивен Райдер — Блейк Тауэр |

## Производство

### Разработка

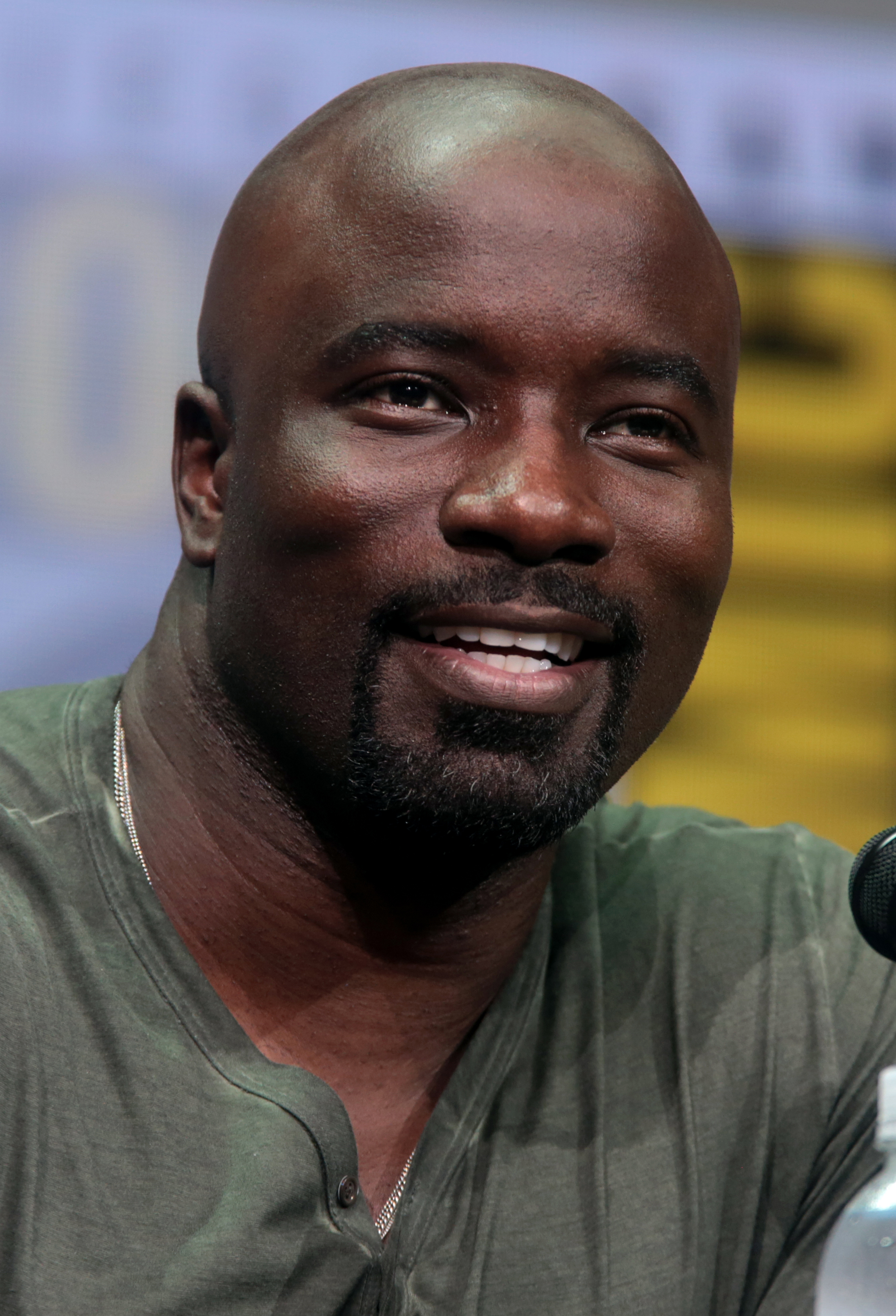
Майк Колтер исполняет роль Люка Кейджа, впервые исполнив её в «Джессике Джонс»

В октябре 2013 года Marvel и Disney объявили, что Marvel Television и ABC Studios выпустят на Netflix сериалы о Сорвиголове, Джессике Джонс, Железном Кулаке и Люке Кейдже, которые объединятся в мини-сериале, основанном на комиксах о Защитниках. В декабре 2014 года Майк Колтер получил роль Кейджа, которая была запланирована как повторяющаяся роль в сериале «Джессика Джонс», прежде чем она станет главной ролью в одноимённом сериале. В конце марта 2015 года Netflix и Marvel объявили, что Чео Ходари Кокер был назначен на должность шоураннера «Люка Кейджа», после того, как он представил Netflix этот сериал как исследование Гарлема, «подобно тому, что „Прослушка“ сделала с Балтимором». Сезон состоит из тринадцати часовых эпизодов.

### Сценарий
Каждая серия сезона названа в честь одной из песни дуэта «Gang Starr», и Кокер хотел, чтобы весь сезон был похож на музыкальный альбом, объясняя: «Когда Принс выпускает альбом, вы отключаетесь и слушаете его целиком», подобно современному просмотру телесериалов за один раз. На то, чтобы названиям эпизодов давать названия песен, Кокера вдохновила телевизионный продюсер Шонда Раймс, которая называет каждый эпизод «Анатомии страсти» в честь поп-песни. Кокер выбрал песни дуэта «Gang Starr» перед своей первой презентационной встречей с главой Marvel Television Джефом Лоубом, чтобы организовать запланированные сюжетные арки. Он выбирал песни только на основе их названий, поэтому события каждого эпизода не обязательно отражают текст соответствующей песни.
Лоуб описал сезон как «историю о беглеце» и «историю искупления» и сказал, что речь идёт об «истории Люка Кейджа, о том, откуда он пришёл и, самое главное, куда он направляется», после того, как рассказал «раннюю часть середины» своей истории в «Джессике Джонс». Колтер отметил, что сериал использует флэшбэки, чтобы рассказать элементы истории, как и предыдущие шоу Marvel на Netflix. Кокер описал сериал как «мощное слияние мрачной драмы, хип-хопа и классического супергеройского экшена» и «Прослушкой» от Marvel Television. Более конкретно, Кокер посчитал, что сезон был хип-хоп вестерном, сравнив его с фильмами «Долларовой трилогией» Серджо Леоне, поскольку Кейдж, Человек без имени, приезжает в Гарлем, где он убеждён бороться с несправедливостью. Далее Кокер сравнил персонажей Щитомордника и Мисти Найт соответственно с местным злодеем и правоохранительными органами в жанре вестерна, и описал ночной клуб «Гарлемский рай» как городской салун.
Сезон начинается «через несколько месяцев» после «Джессики Джонс», и Люк Кейдж пытается оставаться вне поля зрения. Конец второго эпизода «переводит этот сериал в режим прямого действия [заставляя Кейджа] увидеть, что он не может просто сидеть сложа руки и ничего не делать». Кокер сказал, что аркой для Кейджа в сезоне был «герой», и он чувствовал, что это более естественный способ представить персонажа, чем рассказывать традиционную историю происхождения, как это делалось в других работах по Marvel. Это также отличало шоу от остальной КВМ. Кокер разработал сюжет первых четырёх эпизодов до того, как сценаристы сериала начали работу, но первоначально делал это в течение двух или трёх эпизодов, причём событие в конце второго эпизода первоначально происходило в конце первого. Лоуб и Карим Зрик из Marvel сказали Кокеру замедлить темп сериала, что привело к подходу, который Кокер сравнил с «Непрощённым». Кокер также запланировал, чтобы всё «перевернулось с ног на голову» в конце седьмого эпизода из своей первоначальной задумки, желая, чтобы зрители почувствовали то же самое, что и он, прочитав Alpha Flight #12, в котором рассказывалось о смерти Стража.
Действие происходит в Гарлеме, а не в Адской кухне, как в предыдущих сериалах Marvel на Netflix, из-за чего Колтер описал сезон как «совершенно другой мир». Главный редактор Marvel Comics Джо Кесада сказал, что в отличие от вымышленной версии Адской кухни, изображённой в «Сорвиголове» и «Джессике Джонс», которая больше соответствовала тому, как всё было на момент написания комиксов, Гарлем «Люка Кейджа» представляет собой Гарлем «сегодняшнего дня» и более соответствует реальному современному Нью-Йорку. Однако Колтер признал, что версия Гарлема в сериале «действительно напоминает Гарлем, возможно, десятилетней давности». Кокер сказал, что Гарлем был миром для сериала, но он также был и о наследии. Он хотел воссоздать опыт прогулки по Гарлему и того, что можно услышать другую музыку, доносящуюся из проезжающих мимо машин и открытых окон, что, по его мнению, было уникальным для этого района. Кокер далее описал ночной клуб «Гарлемский рай» как Железный Трон сериала и хотел, чтобы он «напоминал об истории Гарлема… это преступность, политика, музыка, весь рог изобилия чёрного творческого существования в одном месте».
Кейджа можно увидеть одетым в чёрную толстовку с капюшоном на протяжении всего сериала, что, помимо практичности для персонажа, пытающегося залечь на дно, было данью уважения Трейвону Мартину и Black Lives Matter. Колтер сказал, что это было сделано для того, чтобы вызвать «идею о том, что чернокожий мужчина в толстовке с капюшоном не обязательно представляет угрозу. Он мог бы быть просто героем». В сериале также показана политическая кампания под лозунгом «Сохраним Гарлем чёрным», «перед лицом джентрификации, которая угрожает гомогенизировать культурную историю Гарлема». Обсуждая эти расовые оттенки, Кокер спросил: «Как присутствие пуленепробиваемого чернокожего мужчины меняет экосистему района? Не только с точки зрения уличной преступности. Как копы реагируют на кого-то подобного? Каковы побочные эффекты от этого? Это одна из вещей, которые я хотел исследовать в шоу». Он сделал осторожные сравнения с недавними заголовками, касающимися расовой напряжённости, которые были даны, когда они начали работать над шоу, заявив, что его внимание было сосредоточено на «идентичности», которую он рассматривал как общий элемент во всём чёрном искусстве.

### Подбор актёров
Основной актёрский состав включает Колтера в роли Кейджа; Махершалу Али в роли Корнелла «Щитомордника» Стоукса; Симон Миссик в роли Мисти Найт; Тео Росси в роли Эрнана «Шейдса» Альвареса; Эрика ЛяРэя Харви в роли Уиллиса Страйкера / Гремучника, о чьём участии Marvel официально не объявляла до выхода сезона, поскольку он согласился не делать никакой рекламы шоу, чтобы «не испортить поворот», который раскрывает, что Страйкер является главным злодеем сезона; Розарио Доусон в роли Клэр Темпл, вернувшись из «Сорвиголовы» и «Джессики Джонс»; Элфри Вудард в роли Мэрайи Диллард.
В сентябре 2015 года Фрэнк Уэйли получил роль Рафаэля Скарфа. В марте 2016 года стало известно, что Шон Ринггольд и Карен Питтман будут задействованы в сериале, получив соответствующие роли Шугара и Присциллы Ридли. Также на протяжении всего сезона появляются Рон Сефас Джонс в роли Бобби Фиша, Джейкоб Варгас в роли Доминго Колона, Дариус Калеб в роли Лонни Уилсона, Джейд Ву в роли Конни Лин, Дебора Айоринде в роли Кэндис Миллер, Джастин Суэйн в роли Марка Бэйли, Джейден Кейн в роли Зипа, Дон-Лиэн Гарднер в роли Меган Макларен, Джеремайя Ричард Крафт в роли Д. В. Гриффита, Майкл Кострофф в роли Ноа Бёрстина, Тихуана Рикс в роли Темби Уоллес и Джон Кларенс Стюарт в роли Алекса Уэсли.
Несколько других актёров также вновь исполняют свои роли из других шоу Marvel на Netflix: Париса Фитц-Хенли возвращается в роли покойной жены Кейджа Ривы Коннорс из «Джессики Джонс»; Роб Морган исполняет роль Тёрка Барретта из «Сорвиголовы»; Рэйчел Тейлор озвучивает Триш Уокер, которую она играет в «Джессике Джонс», для ток-шоу на радио; а Дэнни Джонсон и Стивен Райдер повторяют свои роли Бенджамина Донована и Блейка Тауэра из второго сезона «Сорвиголовы».

### Дизайн
Художник по костюмам Стефани Маслански вернулась после работы над «Сорвиголовой» и «Джессикой Джонс». Как и у главных героев этих шоу, у Кейджа есть своя эволюция гардероба на протяжении всего сезона после того, как его первоначальный образ из футболок, джинсов, кожаных курток или армейской куртки был представлен в «Джессике Джонс». В сериале Кейдж был изображён в толстовке с капюшоном, что было вдохновлено Трейвоном Мартином, но для краткого флэшбэка представлен классический костюм персонажа. Колтер сказал, что костюм, разработанный в эпоху blacksploitation, «не создан для серьёзных моментов», но сериал смог подшутить над этим в короткой сцене. Желая отдать дань уважения оригинальному костюму Кейджа с его обновленной одеждой, Маслански и Кокер подумывали о том, чтобы надеть на него золотую одежду, но посчитали, что это было бы слишком броско и непрактично для того, кто старается не привлекать внимания. Вместо этого Маслански выкрасила внутреннюю сторону толстовок Кейджа в жёлтый цвет, чтобы этот цвет мог обрамлять лицо персонажа для крупных планов. В отличие от толстовки Кейджа с джинсами и футболками, многие злодеи сериала носят хорошо сшитые костюмы. Стоукс делает это, потому что хочет представить себя «богатым, успешным бизнесменом», и носит много костюмов от Dolce & Gabbana и Zegna. Один из его костюмов для шоу был сшит на заказ. Чтобы отдать дань уважения комиксам, Маслански одела Али в зелёный костюм, когда он впервые представлен, используя тонкий оттенок зелёного, чтобы избежать броскости. Впоследствии персонаж всё время надевает что-то зелёное, например, изумрудные серьги для одного костюма. Дизайнер отметила, что многие из этих элементов не были бы замечены зрителями, но они имели значение для Али, когда он вживался в образ. Для персонажа Шейдса были использованы такие бренды, как Hugo Boss, Helmut Lang, Prada и Ferragamo, «потому что он не пытался скрыть, кто он такой», в то время как Мисти Найт в своём последнем кадре сезона показана в версии своего собственного культового костюма из комиксов. Этот образ включает в себя кожаные брюки и топ «интересной формы с открытыми плечами»; для сцены был найден топ кремового цвета, подходящий по форме и выкрашенный в красный цвет.
Декорации были спроектированы и украшены так, чтобы они состояли из ярких цветов, которые могли бы быть подчёркнуты операторской работой сериала, чтобы помочь отличить шоу от нуарного образа и тона «Джессики Джонс». Ночной клуб «Гарлемский рай» был задуман как отсылка к реальным гарлемским ночным клубам «Cotton Club» и «Lenox Lounge», а художник-постановщик Лорен Уикс, также вернувшаяся после «Сорвиголовы» и «Джессики Джонс», черпала особое вдохновение из «Аполло» и «Smalls Paradise». Из-за графика съёмок сериала и желания Кокера снимать живые музыкальные выступления в клубе было решено, что снимать в реальном ночном клубе было бы нереалистично. Специально для клуба была создана декорация, в которой Уикс использовала стиль ар-деко, чтобы придать клубу «очень характерный вид и придать ему историческую значимость», а также указать, что это был успешных клуб в 1920—1930-х годах, а сейчас он реконструируется как часть проекта Стоукса и Диллард «Новый Гарлемский ренессанс». Уикс чувствовала, что здание может стать метафорой политических подводных течений сериала. Декоратор Элисон Фролинг, с которой Уикс работала над другими сериалами Marvel на Netflix, дополнила декорации «Гарлемского рая» современной мебелью, отделкой и осветительными приборами, чтобы контрастировать со старым архитектурным дизайном. В гостиной клуба украшены две фрески Арчибальда Дж. Мотли, художника эпохи Гарлемского ренессанса. Кокер настоял на том, чтобы декорации для парикмахерской Папы были расположены на уровне улицы, чтобы связать её «как визуально, так и географически» с Гарлем-стрит. По бюджетным соображениям оформить реальное место под парикмахерскую не получилось, но построить декорации на уровне улицы также было проблематично, поскольку они не смогли бы показать проезжающих мимо людей или машины, которые вы увидели бы на реальной улице. Было решено найти реальное место, расположенное ниже уровня улицы, чтобы сцены могли сниматься там на улице, но не обязательно совпадать со сценами внутри, снятыми на съёмочной площадке, из-за затруднённого обзора улицы. Чтобы подчеркнуть это, декорации были построены даже ниже, чем сам магазин, и к месту расположения была добавлена фальшивая стена. Кокер проинструктировал реквизитора сериала тщательно отобрать книги, которые появятся в спальне Кейджа, включая «Человека-невидимку» Ральфа Эллисона.

### Съёмки

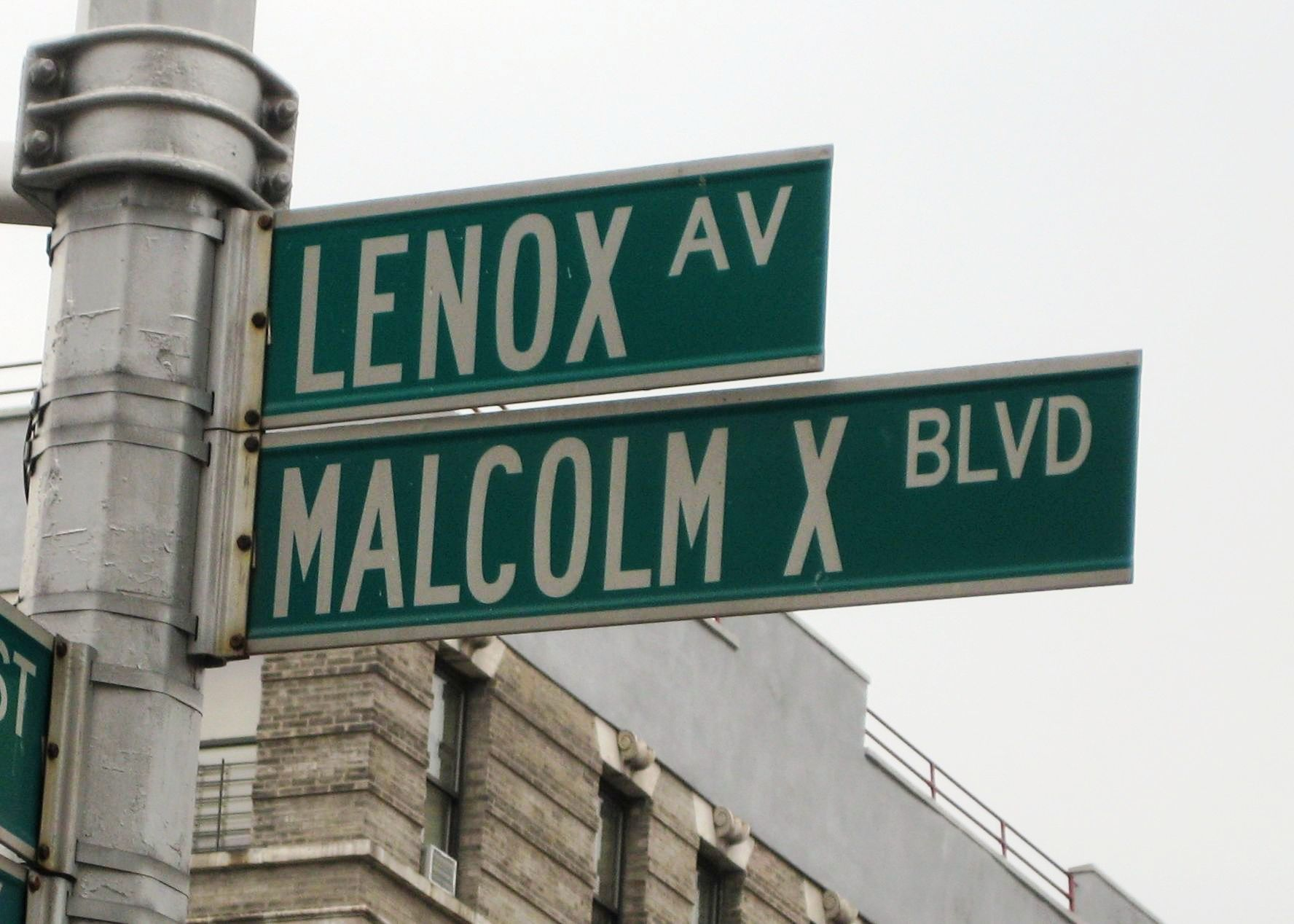
Съёмки проходили на натуре в Гарлеме, чтобы точно изобразить окрестности, что было важно для шоураннера Чео Ходари Кокера

В феврале 2014 года Marvel объявила, что сериал будет сниматься в Нью-Йорке, а в апреле Кесада заявил, что съёмки сериала будут проводиться на натуре в дополнение к работе над звуковой сценой. В июле 2015 года Лоуб заявил, шла подготовка к съёмкам «Люка Кейджа», и к сентябрю 2015 года началось производство под рабочим названием «Tiara». Съёмки завершились в марте 2016 года.
Съёмки проходили в Гарлеме, включая Ленокс-авеню и районы, где снимался «Гангстер», Баптистскую церковь Маунт-Оливет, парк Святого Николая, парк Джеки Робинсона, Риверсайд-парк и виадук Риверсайд-Драйв; в Вашингтон-Хайтс, в том числе в Юнайтед Палас; аллее Кортландт в Чайна-тауне; в районах Куинса, когда Кейдж сбегает из тюрьмы Сигейт и надевает классический костюм Силача; на паровой электростанции острова Рузвельт и в следственном изоляторе Куинса для интерьеров Сигейта; Мюзик-холле Уильямсбурга для внешнего вида Гарлемского рая; бывшем исправительном учреждении Фултон в Бронксе для комплекса Криспус Аттокс; и частично в Ньютаун-Крике в районе Лонг-Айленд-Сити. Кокеру было важно, чтобы сериал снимался в Гарлеме, «единственном месте в городе, где вы видите эти широкие бульвары. Мы действительно хотели запечатлеть колорит, ритм улиц». Например, у производства была возможность снимать в парикмахерской в Гринвич-Виллидже, что было бы намного проще для постановки, но Кокер сказал: «Возможность снимать в Гарлеме была неотразимой. Я не хотел, чтобы мы говорили о Гарлеме, а потом не снимали „там“». Съёмки на звуковой сцене проходили на Broadway Stage в Гринпойнте, Бруклин. Для церкви, которую Кейдж и Темпл посещают в Саванне, штат Джорджия, была найдена заброшенная церковь в Бронксе, которая продавалась, и постановщикам удалось «разукрасить её граффити и как бы разрушить» её. Им также пришлось потратить два дня на уборку снега с площадки перед съёмками, после недавней метели.
Оператором-постановщиком сериала был Мануэль Биллетер, который до этого был оператором «Джессики Джонс». Он работал с режиссёром Полом Макгиганом над созданием внешнего вида шоу в первых двух эпизодах, причём Кокер нанял Макгигана, основываясь на его режиссуре эпизода сериала «Шерлок» под названием «Скандал в Белгравии». Кокер был в восторге, узнав, как мало CGI Макгиган использовал для создания визуальных эффектов этого эпизода, и хотел использовать тот же подход для «Люка Кейджа»: «просто олдскульная камера. Он привнёс в шоу очень аналоговую перспективу, аналоговое ощущение». Макгиган, как объяснил Кокер, срежиссировал «каждую сцену [как] длинные дубли, из нескольких дублей снова и снова. Мы разыгрывали целую восьмистраничную сцену почти как пьесу, так что, когда всё складывается воедино, получается цельно». Макгиган был вдохновлён работами фотографов Гордона Паркса, Тони Рэй-Джонса и Джека Гарофало. Биллетер стремился отличить внешний вид «Люка Кейджа» от «Джессики Джонс», используя модифицированные гели для подсветки, а также насыщенные и тёплые цвета в цветокоррекции, чтобы придать Гарлему более сияющий вид. Кокер отметил, что сериал «имеет цветовую гамму жёлтого, коричневого, янтарного и золотого цветов, в отличие от фиолетового оттенка, который Биллетер придал „Джессике Джонс“, чтобы отразить злодея этого сериала, Пурпурного человека». Сериал был снят на стандартные 4K-камеры Netflix, причём Биллетер соединил их с объективами Panavision Primo, которые были «специально обработаны отражающим покрытием между стеклянными элементами внутри объектива, что вызывало больше бликов и снижало контрастность в дополнение к очень незначительной расфокусировке их», чтобы «добавить что-то волшебное, менее контролируемое и более кинематографичное». Биллетер снимал Колтера с большим количеством низких ракурсов, чтобы он выглядел «ещё более героически», и держал камеру близко к нему с Гарлемом на заднем плане, так что Кейдж «всегда является доминирующей силой в его кадрах, но он также остается частью местности. На снимках он не запечатлён одиноким; на них он у себя дома».
Стиль боя Кейджа в сериале Кокер назвал «шлёп-фу», имея в виду то, как он старался никого не бить, поскольку это, вероятно, убило бы их его сверхсилой. Чтобы заснять эффект отскакивания пуль от Кейджа, к Колтеру были прикреплены устройства с дистанционным управлением, которыми управлял кто-то за камерами. Устройства могли обжечь его кожу, если их не прикрепить должным образом, и Колтер почти потерял слух на одно ухо из-за того, что забыл вставить необходимые затычки для ушей. Третий эпизод начинается с того, что диван вылетает из окна вымышленного комплекса Криспуса Аттокса в Гарлеме. Это была тизером к большой сцене драки, версией «супергеройской драки в коридоре» сериала, ставшей знаменитой в «Сорвиголове». Съёмки драки были вдохновлены «нападением Арнольда Шварценеггера на полицейский участок в „Терминаторе“» и были одним из самых сложных сцен для съёмочной группы; на неё ушел 14-часовой рабочий день, и Колтер приписал успешное завершение сцены, включая кадр с диваном, режиссёру Гильермо Наварро. Колтер также назвал четвёртый эпизод особенно трудным для съёмок, и на него ушло около 12 или 13 дней. Сценарий к эпизоду был написан исполнительным продюсером Чарльзом Мюрреем, который стремился органично перенести историю происхождения персонажа из оригинальных комиксов в современный мир сериала. Это включало флэшбэки с Колтером в гриме и разных костюмах.
Сцены, снятые в театре «Юнайтед Палас», создали новые проблемы для команды каскадёров сериала из-за невозможности просверлить отверстия в историческом здании для создания якорей для проволочных вышек и других сложных трюков. Съёмочной группе пришлось найти другие способы облегчить оборудование, чтобы оно оставалось безопасным для актёров и дублёров. Для взрыва в ресторане «Genghis Connie’s» был создан настоящий взрыв в витрине магазина на натуре, который был дополнен визуальными эффектами, чтобы показать разрушение здания. Затем на звуковой сцене была создана декорация, показывающая внутреннюю часть разрушенного здания, в то время как было найдено многое, что «по ощущениям» похоже на первоначальное местоположение, где можно было складывать щебень и привозить пожарные машины, чтобы показать внешний вид. Ранее эта стоянка использовалась для хранения транспортных средств, которые были изъяты в качестве вещественных доказательств, и производителю пришлось вести переговоры с полицией Нью-Йорка о перемещении транспортных средств в другое место. Оглядываясь назад на стиль съёмок сезона и сравнивая его с предыдущими сериалами Marvel на Netflix, Уикс сказала, что члены съёмочной группы, работающие над каждым из шоу, хотели, чтобы все они чувствовались так, что действие происходит в одном городе, но также, чтобы мир каждого персонажа был особенным, и для этого сериала они приняли Гарлем «именно таким, какой он есть», чтобы подчеркнуть «визуальную идентичность. Отчасти это связано с освещением, и, конечно, отчасти с производственным дизайном и работой над локацией… цвет, жизнь, активность на улицах. В этом районе так много характерного… Я думаю, было важно почувствовать, что эти персонажи укоренились в реальном месте».
Звукорежиссёр сериала Джошуа Андерсон, который также работал над «Сорвиголовой» и «Джессикой Джонс», постарался захватить как можно больше звука на съёмочной площадке с помощью микрофонов-стрел поверх петличных устройств, чтобы придать невероятным элементам сериала «натуралистичный звук». Он отметил, что смех Али в образе Щитомордника и, в частности, многие реплики Колтера звучали «невероятно на стреле». Андерсон также рассказал о том, что «Люк Кейдж» добавил новый уровень звучания, которого не было в других сериях — музыку. Записанный звук должен был быть чётким, чтобы позже его можно было должным образом смешать с музыкой, и необходимо было записать живые выступления в «Гарлемском рае», для которых Андерсон и его команда приобрели опыт после работы над музыкальным сериалом «Смэш».

### Визуальные эффекты
За сезон FuseFX сделала 867 кадров с визуальными эффектами с командой из 15-20 человек под руководством руководителя производства FuseFX в Нью-Йорке и старшего супервайзера визуальных эффектов Грега Андерсона. Андерсон объяснил, что сложный график сериала был облегчен благодаря каталогу компании, содержащему ранее использованные цифровые активы и элементы эффектов, которые могут быть повторно использованы или частично использованы повторно, где это уместно, в новых проектах. Было создано несколько кадров с эффектами, чтобы показать способности Кейджа, в том числе замедленная съёмка того, когда кулак бандита ломается в результате сложного перелома, когда он бьёт Кейджа кулаком в лицо. Выдающейся сценой сезона в плане визуальных эффектов стал момент, когда Стоукс запускает ракету по зданию, на завершение которой FuseFX потребовалось 130 дней. Это включало в себя создание CG-здания и интеграцию его в кадры реального квартала Нью-Йорка, сопоставляя различные ракурсы камеры и источники света на протяжении всей сцены. Затем команде по спецэффектам пришлось уничтожить здание на компьютере и создать «сложный набор огненных шаров и падающих обломков».

### Музыка
В апреле 2016 года Кокер сообщил, что Эдриан Янг и Али Шахид Мухаммад пишут музыку к сериалу, описав его как «слияние нескольких жанров, немного хип-хопа [90-х], соула, психоделического рока и классики». Янг и Мухаммад сочиняли музыку так, как если бы они создавали 13 альбомов, по одному для каждого эпизода, и музыка была создана под влиянием Wu-Tang Clan, Эннио Морриконе и группой Мухаммада под названием A Tribe Called Quest. Дуэт сочинил около двадцати минут музыки для каждого эпизода, составив музыку для всего сезона за девять месяцев. Янгу и Мухаммаду было предложено «продвинуть» звучание музыки настолько далеко, насколько они могли, и им разрешили использовать для записи полный оркестр из 30 человек. Они также аранжировали оригинальный рэп-сингл «Bulletproof Love», в котором участвует Method Man (который исполняет его в шоу).
В сезоне используются песни Махалии Джексон, Нины Симон, Джона Ли Хукера («It Serve You Right to Suffer» и «I’m Bad Like Jesse James»), Дасти Спрингфилд («Son of a Preacher Man») и Wu-Tang Clan («Bring da Ruckus»). В нём также представлены экранные выступления различных артистов, а также живые выступления в ночном клубе «Гарлемский рай», которые Кокер хотел использовать, чтобы помочь передать атмосферу этого района. Кокер хотел, чтобы Принс выступил в ночном клубе в финале сезона, пока он не умер в апреле 2016 года. «Банка для ругани», которая появляется в сезоне, был разработана Кокером в надежде убедить артиста появиться в эпизодической роли, поскольку было известно, что у него самого была «банка для ругани», поскольку он был набожным свидетелем Иеговы. В конечном счёте на эту роль были взяты Sharon Jones & the Dap-Kings, что, по словам Кокера, было «лучшим выбором», потому что «в этом эпизоде речь идёт о коронации Мэрайи». Альбом саундтреков к сезону был выпущен 7 октября в цифровом формате и издан на жёлтом виниле компанией Mondo.
Кокер сказал, что «одна из вещей, которая действительно является краеугольным камнем хип-хопа 90-х — это сэмплирование, поэтому у нас много влияний, которые мы носим открыто», что он сравнил со стилем Квентина Тарантино. Он продолжил: «Я думаю, что ощущение новизны придаёт тот факт, что мы показываем, что вы можете быть и тем, и другим. Мы показываем, что вы можете играть Ральфа Эллисона в то же время, когда вы играете Честера Хаймса». Кокер был так же конкретен в выборе музыки в этом сезоне, как «Мартин Скорсезе с отсылками к рок-н-роллу, как в „Казино“ или „Славных парнях“», вместо того, чтобы просто добавлять хип-хоп музыку ради того, чтобы просто добавить её. Он подчеркнул использование песни «I’m Bad Like Jesse James» в седьмом эпизоде, которую он пытался использовать в чём-то в течение 20 лет, которая «накапливается и совпадает со взрывом, который происходит на экране, и это так незаметно. Это именно тот материал, из-за которого я схожу с ума».

### Связь с КВМ
Часть сериала разворачивается одновременно с событиями второго сезона «Сорвиголовы». На протяжении всего сезона злодеи используют оружие «Hammer Industries», чтобы противостоять способностям Кейджа. Джастин Хаммер и его компания были представлены в фильме «Железный человек 2» (2010), а Хаммера в последний раз видели заключённым в тюрьме Сигейт в короткометражке Marvel One-Shots «Да здравствует король» (2014); Сигейт изображена в «Люке Кейдже» как тюрьма, куда был отправлен Карл Лукас и где, по слухам, «в подвале прячутся миллионеры». Сериал отсылает к событиям «Мстителей» (2012) и членам этой команды, а также к будущим Защитникам и их собственному сериалу. Конкретные упоминания о последнем включают действия мадам Гао в «Сорвиголове», широко известных злодеев Уилсона Фиска и Фрэнка Касла и листовку для занятий боевыми искусствами от Коллин Винг, которая затем будет представлена в «Железном кулаке».

## Маркетинг
Первый трейлер к сериалу дебютировал эксклюзивно на Netflix, автоматически запустившись после финального эпизода второго сезона «Сорвиголовы». В июле 2016 года Колтер, Вудард, Али, Росси, Миссик, Уэйли и Кокер появились на San Diego Comic-Con, чтобы продвигать сериал и его первые кадры. В конце августа Netflix выпустила первую часть цифрового социального видеосериала «Герой уличного уровня». Сериал стремился «соединить художественную литературу с историей, уводя зрителей за кулисы к темам, которые придают шоу аутентичность уличного уровня и культурную значимость». Первая часть была посвящена музыке сериала с комментариями Кокера, Колтера, композиторов Янга и Мухаммада, A$AP Ferg и Method Man. В конце сентября была выпущена вторая часть сериала «Герой уличного уровня», посвященная Гарлему, с комментариями от Кокера, Колтера, A$AP Ferg, Method Man и иконы стиля Гарлема Dapper Dan. 28 сентября 2016 года состоялась премьера сериала в AMC Magic Johnson в Гарлеме.

## Релиз

### Стриминг
Первый сезон «Люка Кейджа» был выпущен 30 сентября 2016 года на стриминговом сервисе Netflix по всему миру в формате Ultra HD 4K. Сезон был улучшен, чтобы он был доступен с расширенным динамическим диапазоном (HDR) после его первоначального выпуска в Deluxe. Тринадцать часовых эпизодов были выпущены одновременно, в отличие от сериализированного формата, чтобы стимулировать просмотр запоем, формат, который был успешным для других сериалов Netflix.
Этот сезон, наряду с дополнительным сезоном «Люка Кейджа» и другими сериалами Marvel от Netflix, был удалён из библиотеки Netflix 1 марта 2022 года из-за того, что лицензия Netflix на сериал закончилась, а Disney вернула права себе. Сезон стал доступен на Disney+ в США, Канаде, Великобритании, Ирландии, Австралии и Новой Зеландии 16 марта, в преддверии его дебюта на других рынках Disney+ к концу 2022 года.

### Домашние носители
Сезон был выпущен на DVD в Регионе 2 и на Blu-ray в Регионе B 27 ноября 2017 года, в Регионе 4 — 6 декабря 2017 года, и в Регионе 1 и Регионе A — 12 декабря 2017 года. В Регионе А была представлена упаковка сезона, разработанная Кесадой, и бонусный фильм «За сценой в „Гарлемском раю“», дискуссия за круглым столом с участием Колтера, Вудард, Росси и Миссик, обсуждающих своё время во время съёмок сезона.

## Реакция

### Аудитория
Поскольку Netflix не раскрывает количество зрителей любых оригинальных сериалов, Symphony Technology Group собрала данные сезона на основе выборки из 15 000 человек, использующих программное обеспечение на своих телефонах, которое измеряет просмотр телепередач путём определения звука программы. По данным Symphony, изначально «Люк Кейдж» дебютировал сильнее, чем оригинальные сериалы Netflix «Создавая убийцу» и «Очень странные дела», но его показатели в течение первого месяца были сравнительно ниже обоих. Symphony подсчитала, что 6,34 % зрителей в возрасте 18-49 лет смотрели «Люка Кейджа» в среднем минуту в течение первых 32 дней после его выхода, при этом «Создавая убийцу» и «Очень странные вещи» соответственно посмотрели 9,1 % и 9,81 % зрителей. Symphony также подсчитала, что 3,388 миллиона зрителей в возрасте от 18 до 49 лет смотрели эпизод «Люка Кейджа» в среднем в течение минуты в первые выходные после выхода. Маркетингово-аналитическая компания Jumpshot определила, что этот сезон стал четвёртым по посещаемости на Netflix за первые 30 дней после премьеры, собрав 27 % зрителей, которых получил второй сезон «Сорвиголовы», который был самым просматриваемым сезоном по версии Jumpstart. Jumpshot, который «анализирует данные о потоке кликов с онлайн-панели из более чем 100 миллионов потребителей», изучил поведение и активность пользователей компании в США, принимая во внимание относительное число зрителей Netflix в США, которые посмотрели хотя бы один эпизод сезона.

### Реакция критиков
На сайте-агрегаторе Rotten Tomatoes сезон держит рейтинг 90 % на основе 72 отзывов со средним рейтингом 8/10. Критический консенсус сайта гласит: «Захватывающее, социально ориентированное повествование и уверенное, харизматичное исполнение главной роли делают „Люка Кейджа“ звёздным образцом новой вселенной Marvel/Netflix». На Metacritic сезон получил 79 балл из 100 на основе 30-и критиков, что указывает на «в целом благоприятные отзывы».
Рецензируя первые семь эпизодов сезона, Эллисон Кин из Collider присудила ему 5 звёзд из 5, описав эпизоды как «интимный» портрет гарлемской культуры и отметив, что у каждого персонажа были отличные личности и запоминающиеся моменты. Кин в особенности похвалила Колтера. Майк Чеккини из Den of Geek положительно отозвался о сезоне, особенно об актёрском составе, атмосфере и «готовности побывать в местах, недоступных другим постановкам Marvel Studios». Он посчитал Симон Миссик выдающейся исполнительницей, похвалил саундтрек, который сыграл «самую активную роль в супергеройском производстве со времён „Стражей Галактики“», и был в равной степени впечатлён оригинальной партитурой Янга и Мухаммада. Однако Чеккини чувствовал, что сезон повторил некоторые проблемы из предыдущих сериалов Marvel от Netflix, такие как использование архетипов и монологов.
Доминик Паттен из Deadline Hollywood назвал «Люка Кейджа» «одним из самых социально значимых и умных шоу на маленьком экране, которое вы увидите в этом году… сериал затрагивает как прошлое, так и будущее культуры героев и Америки, ищущей настоящего игрока, который изменит правила игры». Дэвид Милнер из Digital Spy также положительно отозвался об исследовании афроамериканской истории в этом сезоне, но посчитал, что Щитомордник в исполнении Али не достиг высот предыдущих злодеев Marvel на Netflix. Морин Райан из «Variety» считает, что в сезоне «более чем достаточный запас удовольствий», с сильным актёрским составом, который смог преодолеть некоторые из его проблем, включая «несколько неуклюжий пилот и заметную тенденцию к разрастанию». Меррилл Барр из «Forbes» назвал сезон «ещё одним победителем от Marvel и Netflix, который нельзя пропустить», похвалив его историю, повороты и «стиль 70-х, который действительно здорово встряхивает».
Поставив сезону 4,5 звезды из 5, Эрик Айзенберг из Cinema Blend отметил, что «Люк Кейдж» «обладает уникальным вкусом, который вполне может привести к тому, что к концу первого сезона сериал будет назван лучшим сериалом Netflix/Marvel на сегодняшний день». Это мнение также разделяет Хелен О’Хара из «The Daily Telegraph». Айзенберг также похвалил актёров второго плана, включая Миссик, Уэйли, Фрэнки Фэйсона в роли Папы и Росси, а также Али и Вудард в роли главных злодеев. Несмотря на «слабую подачу экспозиции в пилоте, повторяющиеся повествовательные структуры и отдельные арки, которые обрываются слишком рано», Айзенберг пришёл к выводу, что «Люк Кейдж» представил область КВМ, непохожую ни на какие предыдущие фильмы или телесериалы, и сделал это с «неотразимым видением и атмосферой». Дэвид Бетанкур из «The Washington Post» пришёл к выводу, что «Люк Кейдж» — «лучшее шоу Marvel от Netflix на сегодняшний день. Получив шанс воплотить в жизнь одного из самых известных цветных героев в мире, Marvel и Netflix создали нечто бесспорно и непримиримо чёрное и красивое». Александр Залбан из TV Guide назвал этот сезон одним из «самых жизненных, важных» и «своевременных» телесериалов 2016 года, заявив, что в нём были «невероятно многослойные и культовые выступления» актёрского состава.
Мэтт Уэбб Митович из TVLine, который поставил сезону оценку «B», сказал, что Гарлем был «чудесно использованным персонажем» в сезоне и долгожданным изменением по сравнению с обстановкой в Адской кухне из предыдущих шоу Marvel на Netflix. Он также похвалил сильные выступления Колтера (привнёсшее «необходимую интенсивность») и Али («неотразимое и угрожающее»), но посчитал, что некоторые из его «болтливых моментов» и темп были проблемами. Джефф Дженсен из «Entertainment Weekly» присвоил сезону оценку «B−», назвав его «значимой попыткой создать чернокожего героя новой модели. Как развлекательная драма, она заперта в не такой уж марвеловской клетке-ловушке». Он раскритиковал сезон как «ещё одно произведение Marvel, которое так плохо выражает свою разрекламированную концепцию общего мира, что это раздражает, когда это вообще происходит», а также выразил несогласие с элементами логики сезона, ритмикой и «тонко растянутым сюжетом». Обозревая весь сезон, Терри Шварц из IGN оценила его на 8,4 балла из 10, сказав: «„Люк Кейдж“ не достигает высот „Сорвиголовы“ и „Джессики Джонс“, а его ущербная вторая половина в конечном итоге сводит на нет то, что в остальном было фантастическим сезоном. Но поскольку ему есть, что сказать, и у него есть новые интересные персонажи, „Люк Кейдж“ — еще одна победа в копилку шоу Marvel на Netflix».

### Анализ
Кин подчеркнула использование расы в сезоне и то, что она изучает не только преступность, но и «осаждённую полицию, подлых политиков и молодых людей в обществе, которые рассматривают оружие и наркотики как лёгкий способ заработать деньги». Залбан чувствовал, что точно так же, как «Джессика Джонс» «привлекла поклонников тем, что стала детективной историей о супергероях, действие которой разворачивается во Вселенной Marvel, и в то же время одним из самых мощных и тщательных исследований сексуального насилия, когда-либо снятых в кино», точно так же поступил «Люк Кейдж» с расовыми аспектами, которые в нём освещались.
Лоррейн Али из «Los Angeles Times» похвалила сезон за то, что он дал альтернативный взгляд на «чёрную Америку» по сравнению с той, которая была представлена Дональдом Трампом, изобразив «тонкое чернокожее и латиноамериканское сообщество профессионалов и представителей рабочего класса, деревья и городские пейзажи, сложные разговоры и сокращённый уличный сленг». Али чувствовала, что сосредоточенность Кейджа на обучении других культуре Гарлема, а не на постоянном использовании своих способностей, сделала его одним из наиболее интересных и актуальных современных супергероев, но также отметила, что временами он может быть старомодным в своей серьёзности, например, в своей чувствительности к использованию слова «ниггер». Рид Рамзи из Odyssey подчеркнул поддержку движения Black Lives Matter, особенно изображение жестокости полиции по отношению к чернокожим гражданским лицам и использование толстовок, покрытых пулевыми отверстиями, в качестве символа противостояния системе. Рамзи также высоко оценил тот факт, что все главные герои сезона не были белыми, и что персонажи, занимающие руководящие посты, были женщинами. Алия Томас из «Study Breaks» сочла некоторую символику сезона «избитой», но всё же сочла, что это «одно из самых многообещающих повествований, с которыми я когда-либо сталкивалась в формате опыта чёрных людей» и «непримиримо чёрное». Томас подчеркнула человечность Кейджа, а также использование музыки для воссоздания эпохи blaxploitation в фильмах, по которым изначально были написаны комиксы, которые, по её мнению, точно отражали как культуру Гарлема, так и эксплуатацию, которой Кейдж и другие чернокожие американцы подвергались в прошлом.
Комментируя общую реакцию на сезон, Элис Рэй Хелфорд из ScreenPrism заявила, что сезон является «одновременно прогрессивным и регрессивным в своей расовой политике», при этом Кокер активно пытается избежать стереотипов эпохи blaxploitation, показывая героя, выступающего против огнестрельного оружия, сильных чернокожих женских персонажей и других персонажей из широкого спектра слоёв общества и опыта. Тем не менее, сезон не смог полностью избежать этого, потому что в нём также присутствует музыка, которая стала известна широкой аудитории благодаря фильмам жанра blaxploitation, и потому что в нём присутствует значительное количество преступлений и насилия. Хелфорд нашла в целом положительный отклик на использование в шоу слова «ниггер» и неприязнь Кейджа к нему, но также и подробную критику, которую некоторые высказали в отношении консервативной личности Кейджа и того факта, что его политические идеологии не сделали его истинным представителем прошлых лидеров движения за гражданские права, как некоторые, возможно, ожидали.
Рэйчел А. из The Daily Fandom задавалась вопросом, почему Кейдж был подходящим персонажем для того, чтобы стать ведущим чернокожим героем проекта КВМ, находя противоположные интерпретации его способностей: Кейдж мог бы представлять фантазию афроамериканцев, «которые сталкиваются с очень реальной перспективой этого вреда и находят эскапизм в воображении состояния невосприимчивости к нему»; или он мог бы олицетворять стереотип об афроамериканцах, обладающих «телом, которое может терпеть бесконечные издевательства и эксплуатацию и при этом приносить экономическую пользу». Она также считала, что очевидная неспособность Кейджа быть убитым освобождает Marvel от некоторых политических проблем, заявив, что белым зрителям не нужно задаваться вопросом, «имеет ли значение» жизнь Кейджа, как в «Black Lives Matter», потому что они будут знать, что ему ничто не угрожает.
Томи Обаро из BuzzFeed специально выделила цветных женщин сезона, посчитав этот сезон редким примером цветных женщин с нюансами, которые не были главными героинями. Обаро особенно высоко оценила сложные образы Диллард, Найт и Темпл, но отметила, что даже второстепенным женским персонажам была дана экспозиция, чтобы придать глубину их изображениям, и посчитала многих из этих персонажей даже более интересными, чем Кейджа и других ведущих мужских персонажей сезона, чувствуя, что Кейдж был скучен, а большинство мужских персонажей вписываются в простые архетипы. Вероника Хиллсбринг из «Essence» и Чарльз Пуллиам-Мур из Splinter News согласились с этим, причём последний назвал изображение женщин в сезоне его «реальной силой» и похвалил его за «расширение рамок» КВМ, включив чернокожих женщин как главных героинь, так и злодеек. В ответ на эти комментарии Кокер сказал: «Чернокожие женщины — самые страстные комментаторы, и даже как чернокожих женщин-гиков и задроток, их редко признают. Так что это шоу — своего рода любовное письмо к ним». Противопоставляя некоторые из этих мнений, Ноа Берлатски из Quartz обсудил некоторые сложности мужских персонажей в сезоне и то, как это ставит под сомнение «стереотипы о токсичных чернокожих мужчинах», стереотипы о мужественности и преступности, используя в качестве примеров интеллект и уязвимость Кейджа, философию мира и деэскалации Папы, а также любовь Стоукса к музыке и его нежелание становиться преступником. Однако Берлатски почувствовал, что сезон не смог изучить эти вопросы, поскольку «с того момента, как [Папа] впервые появляется на экране, становится ясно, что идеология, которую он представляет, будет отброшена. „Люк Кейдж“ признаёт мягкость и уязвимость молодого Корнелла. Но это всё равно должно превратить его в Щитомордника».

### Награды
«Люк Кейдж» был включён в несколько списков лучших телешоу 2016 года, в том числе по версии Ассоциации афроамериканских кинокритиков (5-е место), NPR (6-е) и Hidden Remote (7-е). Он также был включён в списки без рейтинга от The Huffington Post, «The Plain Dealer», TheWrap и Yahoo! Comic Book Resources назвал «Просто получить репутацию» девятым лучшим телеэпизодом 2016 года среди телесериалов, связанных с комиксами. Кроме того, «Люк Кейдж» был третьим по популярности телесериалом в Google в 2016 году, и вторым самым рейтинговым научно-фантастическим/фэнтезийным/хоррор-сериалом по версии Rotten Tomatoes за этот год.
| Год  | Награда                                 | Категория                                                                     | Номинант(ы)                                                                                        | Результат | Прим.           |
| ---- | --------------------------------------- | ----------------------------------------------------------------------------- | -------------------------------------------------------------------------------------------------- | --------- | --------------- |
| 2016 | Hollywood Music in Media Awards         | Главная тема — телешоу / цифровой сериал                                      | Али Шахид Мухаммад и Эдриан Янг                                                                    | Номинация | [ 152 ]         |
| 2017 | People’s Choice Awards                  | Любимое фантастическое/фэнтезийное шоу                                        | «Люк Кейдж»                                                                                        | Номинация | [ 153 ]         |
| 2017 | Премия Гильдии киноактёров США          | Лучший каскадёрский ансамбль в телесериале                                    | «Люк Кейдж»                                                                                        | Номинация | [ 154 ]         |
| 2017 | NAACP Image                             | Лучший актёр в драматическом сериале                                          | Майк Колтер                                                                                        | Номинация | [ 155 ]         |
| 2017 | NAACP Image                             | Лучший сценарий драматического сериала                                        | Акела Купер за «Манифест»                                                                          | Номинация | [ 155 ]         |
| 2017 | Golden Reel Awards                      | Телевидение — музыка в малой форме                                            | «Монолог хаоса»                                                                                    | Номинация | [ 156 ]         |
| 2017 | «Пибоди»                                | Детские и развлекательные программы                                           | «Люк Кейдж»                                                                                        | Номинация | [ 157 ]         |
| 2017 | MTV Movie & TV Awards                   | Лучший герой                                                                  | Майк Колтер                                                                                        | Номинация | [ 158 ]         |
| 2017 | MTV Movie & TV Awards                   | Лучший бой против системы                                                     | «Люк Кейдж»                                                                                        | Номинация | [ 158 ]         |
| 2017 | «Золотой трейлер»                       | Лучший боевик (реклама/трейлер/тизер к сериалу)                               | «Защитник»                                                                                         | Номинация | [ 159 ]         |
| 2017 | BET Awards                              | Лучший актёр                                                                  | Махершала Али                                                                                      | Победа    | [ 160 ]         |
| 2017 | «Сатурн»                                | Лучший телесериал, выпущенный новыми медиа                                    | «Люк Кейдж»                                                                                        | Победа    | [ 161 ]         |
| 2017 | «Сатурн»                                | Лучший телеактёр                                                              | Майк Колтер                                                                                        | Номинация | [ 161 ]         |
| 2017 | Black Reel Awards                       | Лучший драматический сериал                                                   | «Люк Кейдж»                                                                                        | Номинация | [ 162 ] [ 163 ] |
| 2017 | Black Reel Awards                       | Лучший актёр в драматическом сериале                                          | Майк Колтер                                                                                        | Номинация | [ 162 ] [ 163 ] |
| 2017 | Black Reel Awards                       | Лучший актриса второго плана в драматическом сериале                          | Розарио Доусон                                                                                     | Номинация | [ 162 ] [ 163 ] |
| 2017 | Black Reel Awards                       | Лучшая режиссура драматического сериала                                       | Кларк Джонсон за «Ты знаешь мой стиль»                                                             | Номинация | [ 162 ] [ 163 ] |
| 2017 | Black Reel Awards                       | Лучший сценарий драматического сериала                                        | Чео Ходари Кокер за «Момент истины»                                                                | Победа    | [ 162 ] [ 163 ] |
| 2017 | Black Reel Awards                       | Лучший приглашённый актёр в драматическом сериале                             | Махершала Али                                                                                      | Победа    | [ 162 ] [ 163 ] |
| 2017 | Black Reel Awards                       | Лучший приглашённый актёр в драматическом сериале                             | Фрэнки Фэйзон                                                                                      | Номинация | [ 162 ] [ 163 ] |
| 2017 | Black Reel Awards                       | Лучшая музыка (комедия, драма, телефильм или мини-сериал)                     | Эдриан Янг и Али Шахид Мухаммад (композиторы); Гейб Хилфер и Сизон Кент (музыкальные руководители) | Номинация | [ 162 ] [ 163 ] |
| 2017 | Прайм-таймовая творческая премия «Эмми» | Лучшая постановка трюков в драматическом сериале, мини-сериала или телефильме | Джеймс Лью                                                                                         | Победа    | [ 164 ]         |

## Комментарии
1. ↑  Награждён совместно с «Очень странными делами»